# Selaginella jagorii
Selaginella jagorii är en mosslummerväxtart som beskrevs av Otto Warburg. Selaginella jagorii ingår i släktet mosslumrar, och familjen mosslummerväxter. Inga underarter finns listade i Catalogue of Life.